# Monroe (New Hampshire)
Pour les articles homonymes, voir Monroe.
Monroe est une municipalité américaine située dans le comté de Grafton au New Hampshire. Selon le recensement de 2020, sa population est de 864 habitants.

## Géographie
La municipalité s'étend sur 23,79 milles carrés (61,62 km2), dont 1,49 milles carrés (3,86 km2) d'étendues d'eau.

## Histoire
La localité est fondée au XVIIIe siècle. Elle est d'abord appelée Hurd's Location ou West Lyman. Elle devient une municipalité indépendante de Lyman en 1854 et prend le nom du président James Monroe.